# ناحیه لیپرتاون، شهرستان بورا، ایلینوی
ناحیه لیپرتاون، شهرستان بورا، ایلینوی (به انگلیسی: Leepertown Township) یک منطقهٔ مسکونی در ایالات متحده آمریکا است که در شهرستان بورا، ایلینوی واقع شده‌است. ناحیه لیپرتاون ۳۶۴ نفر جمعیت دارد و ۱۳۶ متر بالاتر از سطح دریا واقع شده‌است.